# Lidingös historia
Se även Lidingö kommun, Lidingös natur och Kategori:Lidingös historia.

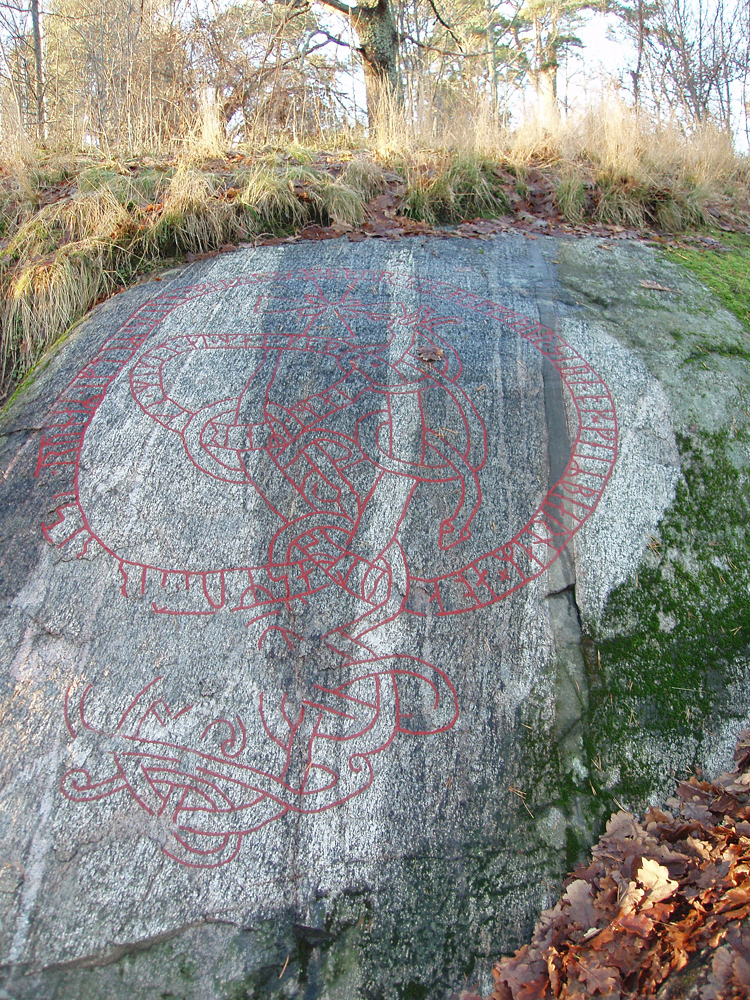
Runhäll Upplands runinskrifter Fv1986;84.

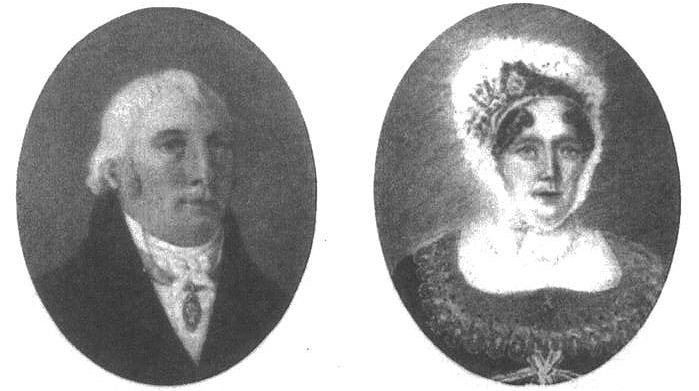
Lars Fresk, Lidingös första mer framträdande samhällsutvecklare och hans hustru Anna-Katarina Fresk på en miniatyrmålning från 1812.

Lidingös historia som boplats går tillbaka till vikingatiden, d.v.s. den skandinaviska järnålderns sista period cirka 790-1100 e.Kr. och kan delas upp i ett antal tydliga tidsperioder;
- Forntiden från tidig järnålder fram till slutet av 1200-talet samtidigt med att Stockholm började utvecklas som stad.
- Bondesamhället med många mindre gårdar från tidigt 1200-1300 som förvärvas av Bo Johnsson (Grip) under perioden 1376-1381. Hans markområde omfattande större delen av lidingölandet.
- Lidingö tas över av Gustav Axelsson Banér på Djursholms slott på slutet av 1400-talet.
- Johan Gabriel Banér d.y. säljer ut alla s.k. frälsehemman på Lidingö 1775 till förmögna Stockholmare.
- Lidingö villastäder byggs upp genom bolagsförvärv av mark med början 1906, som tidigare använts som jordbruksmark, och styckas upp.
- 1900-talets industrialisering gör sitt intåg på Lidingö med AGA (1910) som största företag.
- Efterkrigstidens koncentrerade bostadsområden med flerbostadshus byggs upp från omkring 1950 fram till början av 1970-talet.

Genom att Lidingö är helt kringgärdat av vatten har öns förbindelser med fastlandet i alla tider varit ett centralt tema och diskussionsämne på Lidingö. Den första bron över till Stockholm byggdes först 1803 och ersatte de roddfärjor som var anordnade mellan Torsvik och Ropsten. Tillkomsten av denna viktiga förbindelse med fastlandet kan till stor del tillskrivas Lidingös första mer framträdande samhällsutvecklare, fabrikören Lars Fresk (1758-1830) som i slutet av 1700-talet uppförde en textilfabrik på Elfviks gård som han kombinerade med att driva och utveckla gårdens lantbruk.
Den tidigare avsaknaden av en bro kom att fördröja samhällsutvecklingen i förhållande till utvecklingen på fastlandet, främst i etableringen av tidiga industrier, vilket medförde att bondesamhället kvarstod under lång tid. Långt in på 1900-talet betraktades Lidingö av Stockholmare främst som en sommarö dit man färdades med ångbåtar till den egna eller hyrda sommarstugan för att få uppleva den rofyllda naturen och "livet på landet".

## Landhöjningens betydelse

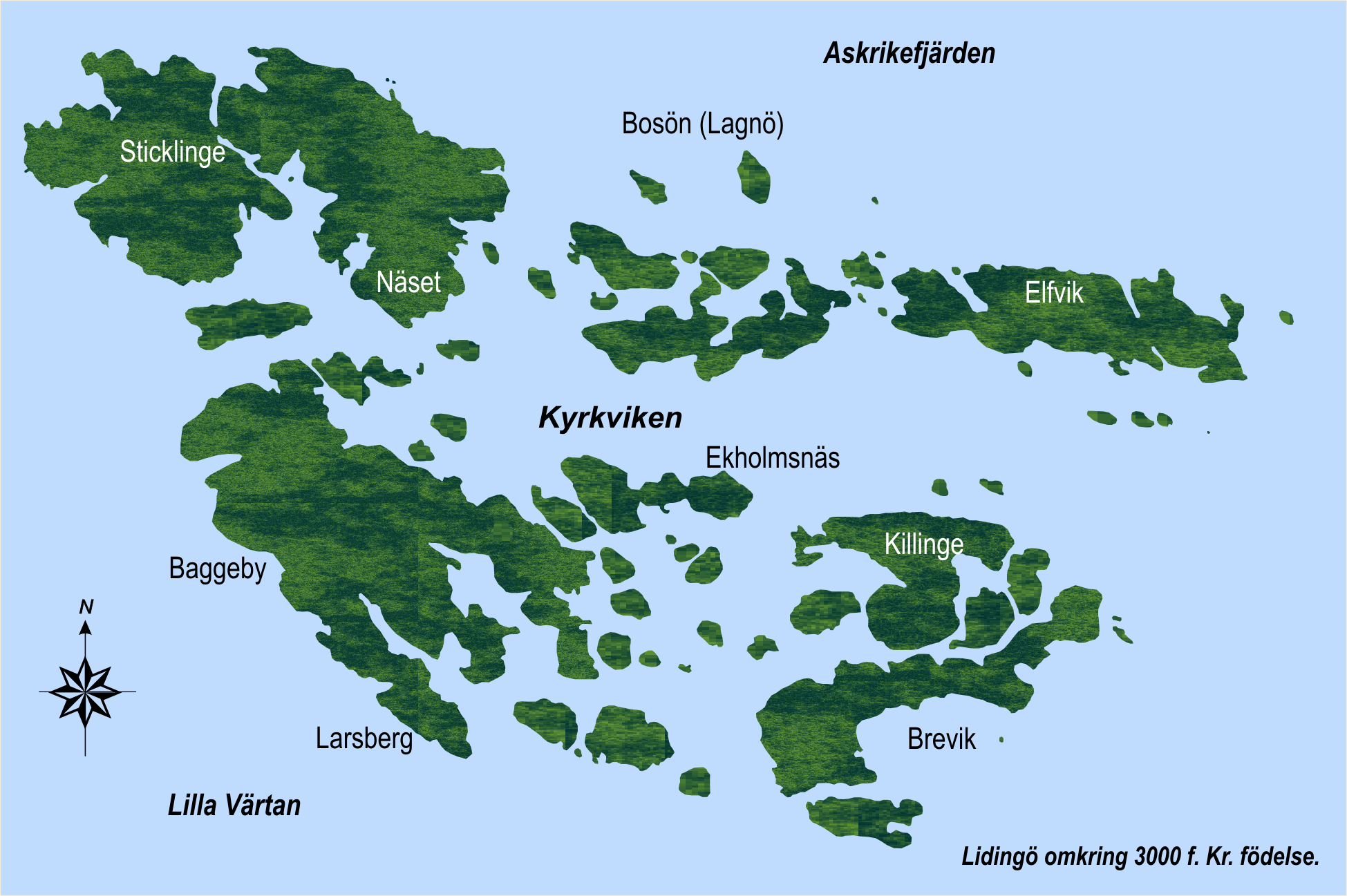
Lidingö vid tiden omkring 3000 f.Kr. låg till största delen under havsnivån.

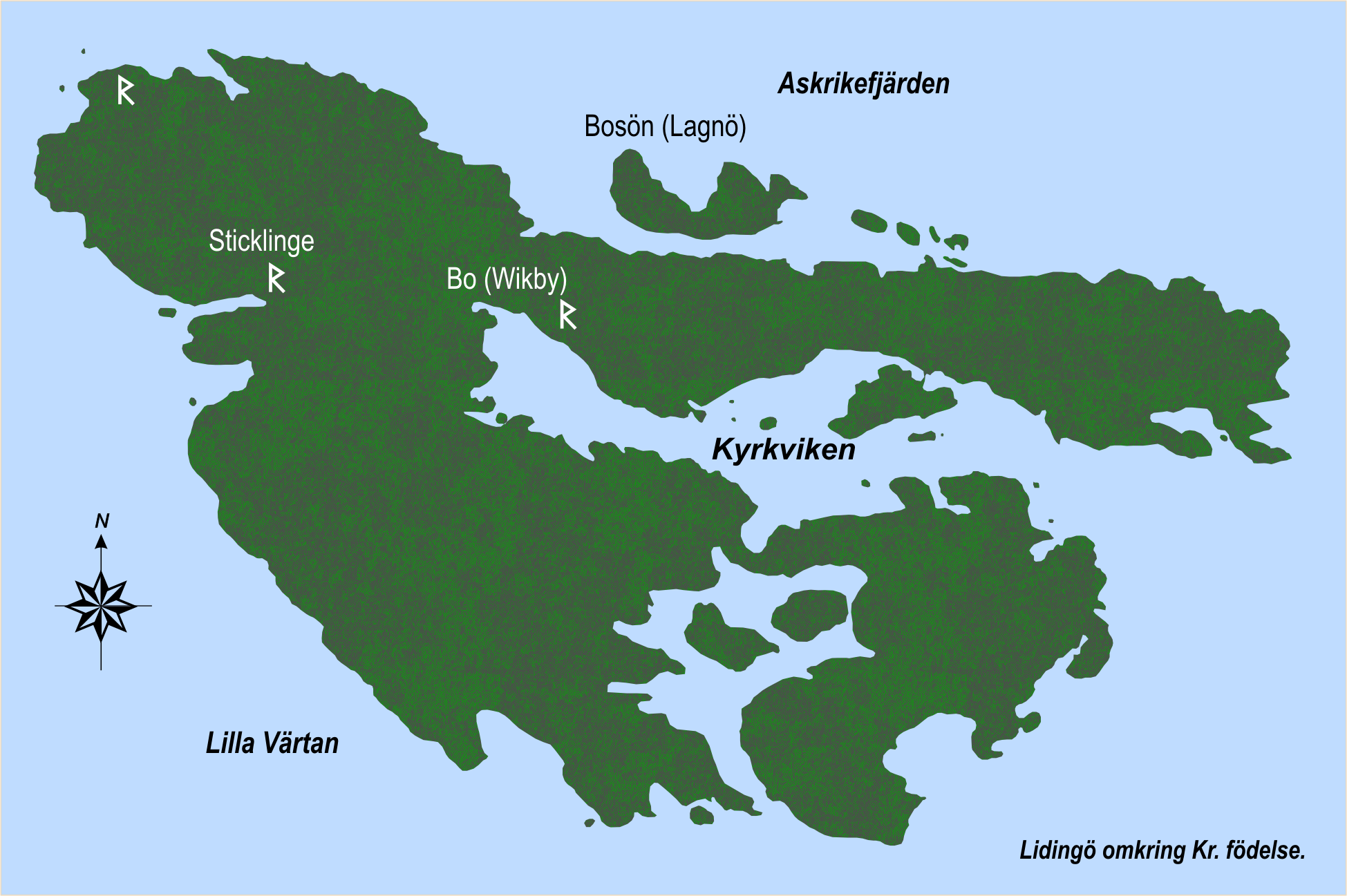
Lidingös ungefärliga landkontur vid Kristi födelse. De mest framträdande fornfynden markerade, som daterats till cirka 1000 år senare, d.v.s. omkring vikingatid då landmassan stigit ytterligare cirka 5 m ovanför havsytan.

För 5000 år sedan d.v.s. 3000 f.Kr, motsvarande en ungefärlig landkontur efter en 25 m nivåkurva på en topografisk karta, låg Lidingölandet till största delen under havsnivån. Enbart de högsta höjderna stack upp ur havet och bildade en stor grupp skärgårdsöar av varierande storlek som exempelvis Ekholmsnäsberget, nordvästra delen av Sticklinge och Näset. Norra och södra Lidingö var helt åtskilda. Man kan bara skönja konturerna av Lidingö som det ser ut idag. 3000 år senare, d.v.s. vid Kristi födelse, motsvarande nivåkurvan 10 m ö.h. på en topografiska karta, hade Lidingö i stort sett fått nuvarande landareal med en landförbindelse i väster mellan norra och södra Lidingö, men där de låglänta delarna av landmassan utgjordes av stora vikar och dagens insjöar som Kottlasjön, Stockbysjön och Västra Långängskärret utgjordes av ett sammanhängande sjösystem med ett brett utlopp till Lilla Värtan. En djup vik skar in från väster vid Vreten mot den forntida boplatsen Sticklinge där man funnit ett stort antal fornfynd daterade till omkring yngre järnåldern (500-1050 e.Kr.). Resten av den tidigare separation mellan södra och norra Lidingö utgörs idag av Kyrkviken.

## Forntid
På Lidingö finns många gravlämningar och stensättningar från yngre järnåldern (cirka 790-1050 e.Kr.). Två större runristningar har hittats, en runsten där den övre halvan är borta med en ornamentik i form av en orm med drakhuvud daterad till omkring 1050-1100 e.Kr.. Den kvarstående texten har tolkas som; "Kåre och Ingjald och ... efter Björn, sin fader, Gud hjälpe hans ande". Den andra runristningen finns på en mycket väl bevarad runhäll som hittades 1984 och som låg gömd under ett tjockt lager av jord och mossa. Runhällen, som finns i kvarteret Kvarnbacken intill Askrikevägen c:a 380 meter från Kyrkvikens strand, ligger i anslutning till en större samling gravar från järnåldern där två av gravarna daterats till yngre järnåldern. Platsen ligger inom det område där man anser att de första bosättarna slog sig ner på Lidingö som kom att kallas Vikby bo, motsvarande nuvarande stadsdelen Bo. Runhällen är daterad till samma tidsspann som runstenen, d.v.s. i området 1050-1100 e.Kr. Ornamentiken är i form av flera slingrande ormar som avslutats med ett Malteserkors överst som är typiskt för den förkristna tiden i Norden omkring år 1000 e.Kr. Runristningen har klassats som välgjord av en nutida runristningsexpert även om den inte tillhör de mest framstående ur konstnärlig synpunkt och är med all sannolikhet huggen av en kringresande runristare. Texten på hällen som delvis är bortvittrad har tolkats som: "Åsmund ristade runor efter Sten, sin farfar och fadern till Sibbe och Gerbjörn och......Ulfs. Här ett stort minnesmärke efter en god man." För 1000 år sen då havsnivån relativt land låg ungefär fem meter högre än idag, låg runhällen c:a 200-250 m från Kyrkvikens strand. Man har för övrigt inte hittat några fornfynd av betydelse utan i första hand gravlämningar från järnåldern, förutom vid Askrikevägen vid Rudalid, Stockby, Långängen, Nordöstra Sticklinge, Kappsta m.fl. platser, vilket tyder på att Lidingö liksom många andra öar i skärgården utefter kusten fick fasta större bosättningar betydligt senare än som var fallet i Upplands inland och utefter Mälarens stränder med mer skyddade vatten. Merparten av de run- och hällristningar som hittats i Stockholms län ligger på dagens fastlandssida (cirka 700 st) i den centrala delen av nuvarande Stockholms stad. Ett fåtal har hittats på öar utanför fastlandet inklusive Lidingö.

## Tidiga bosättningar
Några av de forntida boplatserna var namngivna som Vigby, Vikby eller Vikby bo (senare Bo norr om det inre av Kyrkviken) där runhällen i Askrike finns, Hœrsaby (senare Hersby), Stiklingi (senare Sticklinge), Sundby (i närheten av nuvarande Rudalid vid Kyrkvikens norra strand), Stukkaby (senare Stockby) och Langœnge (senare Långängen). Inga fornfynd tyder på att den typiske sjöfarande vikingen hade några boplatser på Lidingö utan det var bosättare som ägnade sig åt jordbruk, fiske och jakt, kanske främst fiske genom att Lidingö under forntiden var helt täckt med skog och där den inre delen av Kyrkviken utgjorde en naturlig väl skyddad plats mot stormar och hög sjögång med förmodad god tillgång på fisk, en av forntidens stapelfödor, genom kontakten med det öppna havet i öster.

## 1200-talet
Ingen skriftlig dokumentation har påträffats från 1200-talet. Det var dock under perioden efter Vikingatidens slut, omkring år 1000 fram till inledningen av 1300-talet som jordbruken måste ha börjat utvecklas på ön genom att skog börjat röjas och åkermark togs i bruk. Denna utveckling från omkring år 1000 till år 1300 bekräftas av testamentet upprättat 1328 av stormannen Jedvard Filipsson (Rumbyätten) som anger en gårdsäga på Lidingö, dock okänt vilken gård. I samma tidsskede började Stockholm utvecklas starkt.

## 1300-talet
Under perioden 1376-1381 förvärvade Bo Johnsson (Grip) (*cirka 1335, †1386) större delen av lidingölandet av stockholmsrådmannen Peter Ålänning, Magnus Thyrgilsson (kanik i Uppsala) och lagmannen Birger Ulfsson. Bo Jonssons egendomar omfattade bland annat gårdarna Sticklinge, Hersby, Skärsätra, Stockby, Grönsta, Litselgärdet, Rudboda, Sundby, Yttringe, Hustega, Långnäs, Elfvik, Södergarn, Withesvik, Bodal, Gåshaga, Gångsätra, Islinge, Killinge och Långängen. Lidingöborna hade vid den här tidpunkten börjat röja stora områden skog och bereda åkermark. Verksamheten på ön handlade därför mest om jordbruk, som fick en allt större betydelse med åren allteftersom ny åkermark kom till, men fisket stod också för en stor del av utkomsten där bland annat strömming fiskades i stora mängder. 1384 bytte Bo Jonsson bort "allan hans aegodel innan Luddingö" till sin släkting Finvid Finvidsson d.y. av släkten Frössvik som hade ett herresäte på Bogesundslandet, idag stavat som Frösvik.

## 1400-1500-talet
Finvid Finvidsson d.y. som hade tagit över egendomen Lidingö efter sin släkting Bo Jonsson (Grip), dog utan att efterlämna några arvingar. Lidingö och kringliggande öar kom dock att föras vidare i släkten av hans syster Märta. Märta var gift med Jöns Bengtsson (Oxenstierna) som ägde mark i Täby och kom genom giftermålet med Märta att inneha större delen av Lidingö-landet. Jöns Bengtssons söner Nils Jönsson (Oxenstierna) och Bengt Jönsson (Oxenstierna) blev riksråd och kom att fungera som riksföreståndare då landet saknade en kung. Nils Jönsson (Oxenstierna) förvärvade 1418 en holme kallad Gamla Djursholm, som idag genom landhöjningen och utfyllnad utgör den södra udden i Germaniaviken och som på äldre kartor från tidigt 1900-tal kallas Djursholms udde. Ön blev en strategisk mittpunkt för hans egendomar på Bogesundslandet (Wäderöön), Lidingö och Djursholm. Nils Jönsson ska enligt sägnen ha begärt någon typ av tullavgift av de fartyg som förde in varor till Stockholm på den västra sidan av Lidingölandet, avgifter som i gamla rimkrönikor omnämnts som "sjöröveri" där det anges att Nils Jönsson hyste sjörövare i sitt stora hus på ön Gamla Djursholm, som skulle ha bordat förbiseglande fartyg. Nils Jönssons son Erik Nilsson (Oxenstierna) gifte sig med Karin Eriksdotter. När Erik Nilsson avled gifte Karin om sig med Laurens Axelsson Tott. Deras dotter, Ingeborg Larsdotter Tott, gifte sig med Jöns Ulfsson (av släkten Roos till Ervalla). När Jöns Ulfsson avled gifte Ingeborg Larsdotter Tott om sig med riksrådet Nils Eskilsson (Banér) (1480-1520). 1498 upprättade Jöns Ulfsson en jordebok som inbegrep samtliga egendomar från Bo Jonssons tid. Paret Jöns Ulfsson och Ingeborgs sonsöner antog släktnamnet Banér, där Gustav Axelsson Banér (1547-1600) var den som övertog Djursholm och Lidingö.
Ursprunget till att Lidingö som helhet kom att tillhöra Djursholm härrör således från Bo Jonsson (Grip) som enskild ägare.
Banérs på Djursholms gods styrde över Lidingös alla gårdar de närmaste århundradena fram till c:a 1774, en tid på närmare 300 år där i stort sett ingenting förändrades. Inkomsterna från jordbruket hamnade till största delen hos Banérs på Djursholms slott genom de arrendeutgifter som togs ut av gårdsinnehavarna. Stora Brevik anses tidigt ha utgjort släkten Banérs herresäte på Lidingö.

## 1600-talet

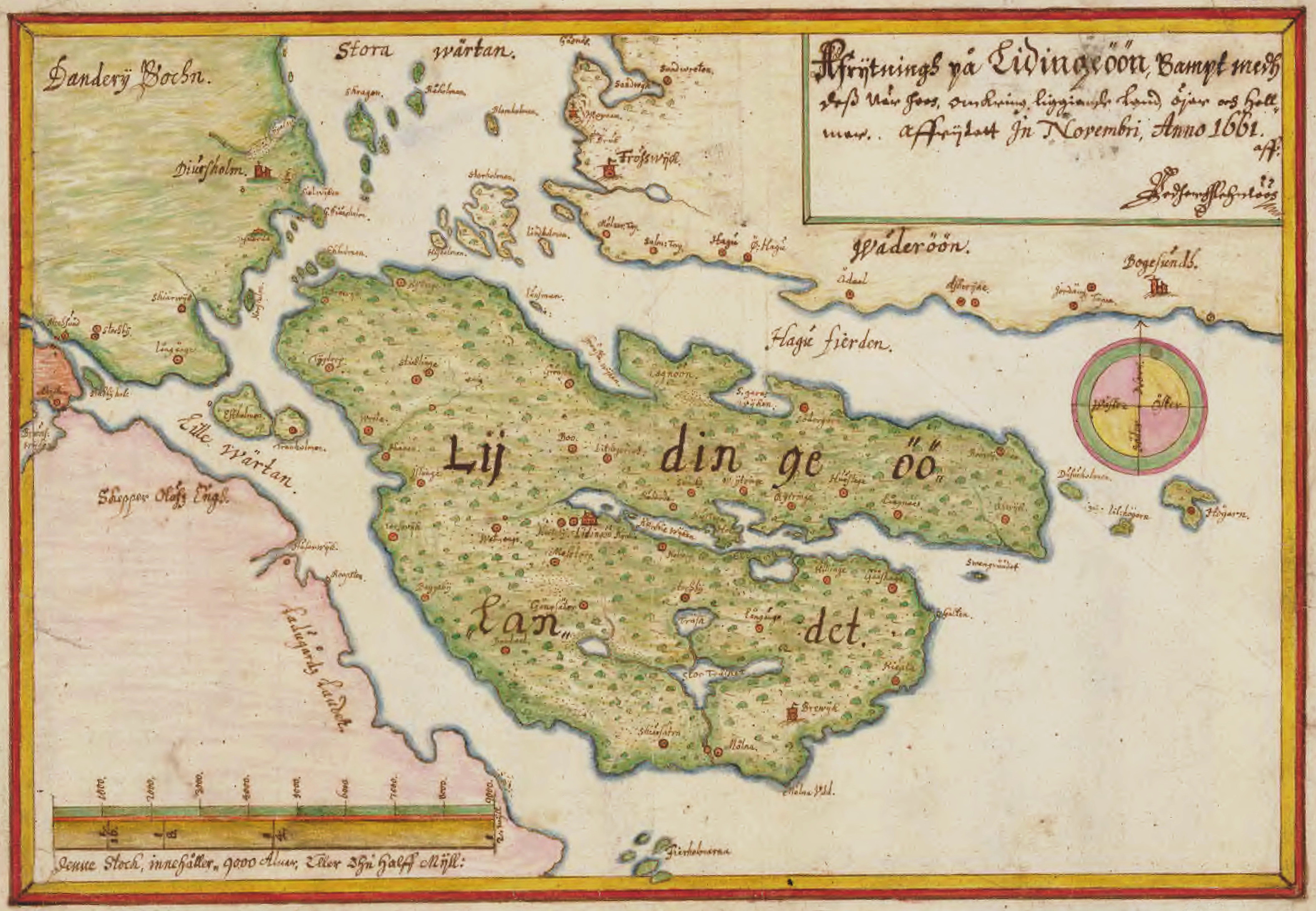
Karta över Lidingö upprättad av lantmätare Pedher Mehnlöös, daterad till november 1661 och Lidingös äldsta karta.

I slutet av 1600-talet upprättades kartor över alla gårdarna. Öns odlingsbara mark var som ett lapptäcke av gårdsägor där varenda kvadratmeter brukbar markdel var uppodlad eller utnyttjades för bete. Skog var också mycket viktigt att inneha för byggnadsmaterial men framförallt för gårdarnas stora behov av ved för uppvärmning och bränsle. Kol som bränsle var inte introducerat vid den här tiden. Antalet invånare var dock högst 150-200 varför det fanns ett överskott på skog för de gårdar som hade etablerat sig som på kartor från början av 1700-talet anges som "odelad skog".
1623 uppfördes den första stenkyrkan på Lidingö, numera kallad Lidingö kyrka, som ersatte ett tidigare träkapell kallat Sankta Anna Capell, som man antar hade uppförts i slutet av 1400-talet. I november 1661 målade lantmätare Pedher Mehnlöös, en enkel karta över Lidingö med omgivande landområden Ladugårdslandet i Stockholm, Danderÿ Socken med Diursholm och Wäderöön (Bogesundslandet) med Bogesunds slott och Frössvik. På Lidingö angav han ett 35-tal gårdar, där många namn existerar än idag i form av stadsdelsområden. Några har fallit i glömska, bland annat Lilla Brewÿk (ovanför Rödstugeviken vid Norra Sticklinge i väster), Hagan, Sundbÿ och Litzlegerdet. Brewÿk motsvarande nuvarande Brevik, angavs med symbolen för ett herresäte. Breviks gård blev senare dokumenterad som en av de större gårdarna på Lidingö och innehades med all sannolikhet av någon ur släkten Banér redan på 1600-talet. Fram mot 1750-talet innehades gården av marinofficeren Paul Banér, gift med Anna Charlotta Kurck och vid den laga skogsdelningen som skedde av Lidingölandet 1774 uppgavs Breviks gård inkluderande Käppala gård som den fjärde största av alla lidingögårdar med en areal på cirka 214 ha. Lilla Brewÿk, som egentligen kallades Lilla Breviks torp, med närheten över till Djursholm, kan också ha varit ett boställe för Banérare. En färjeförbindelse med roddfärja till Ekudden på Djursholmssidan upprättades tidigt i närheten av Lilla Brevik vid Rödstugeviken. Vissa namn saknas jämfört med idag, exempelvis Ekholmsnäs, ursprungligen Ekholmen, och en del områden har andra namn på kartan än nuvarande, exempelvis Bosön som på kartan anges som Lagnöön som ursprungligen var en ö skild från Lidingölandet. Det gemensamma utloppet från Kottlasjön, Stockbysjön och en numera igenlagd sjö strax intill Gångsätra gård till Lilla Värtan vid Mölna är angiven som en relativt bred bäck eller å som på mitten av 1600-talet användes för att driva en mjölkvarn vid Mölna, senare även en kopparhammare. Inga uppgifter finns om antalet invånare, men de 35 gårdar som angavs borde ha betytt minst c:a 150-200 personer som i huvudsak arbetade inom lantbruket eller med närliggande sysslor. Den fiske- och jaktintresserade Karl XI skrev i sin anteckningsbok i februari 1692 att han tillsammans med sin då 10-årige son, sedermera Karl XII, hade varit ute på Lidingö och jagat varg och lodjur vilket tyder på att ön var mycket glest befolkad ända in på 1700-talet även om varg på ön rimligen borde ha varit sällsynt och enbart vintertid när den kunde ta sig över isen till Lidingö.

## 1700-1800-talet

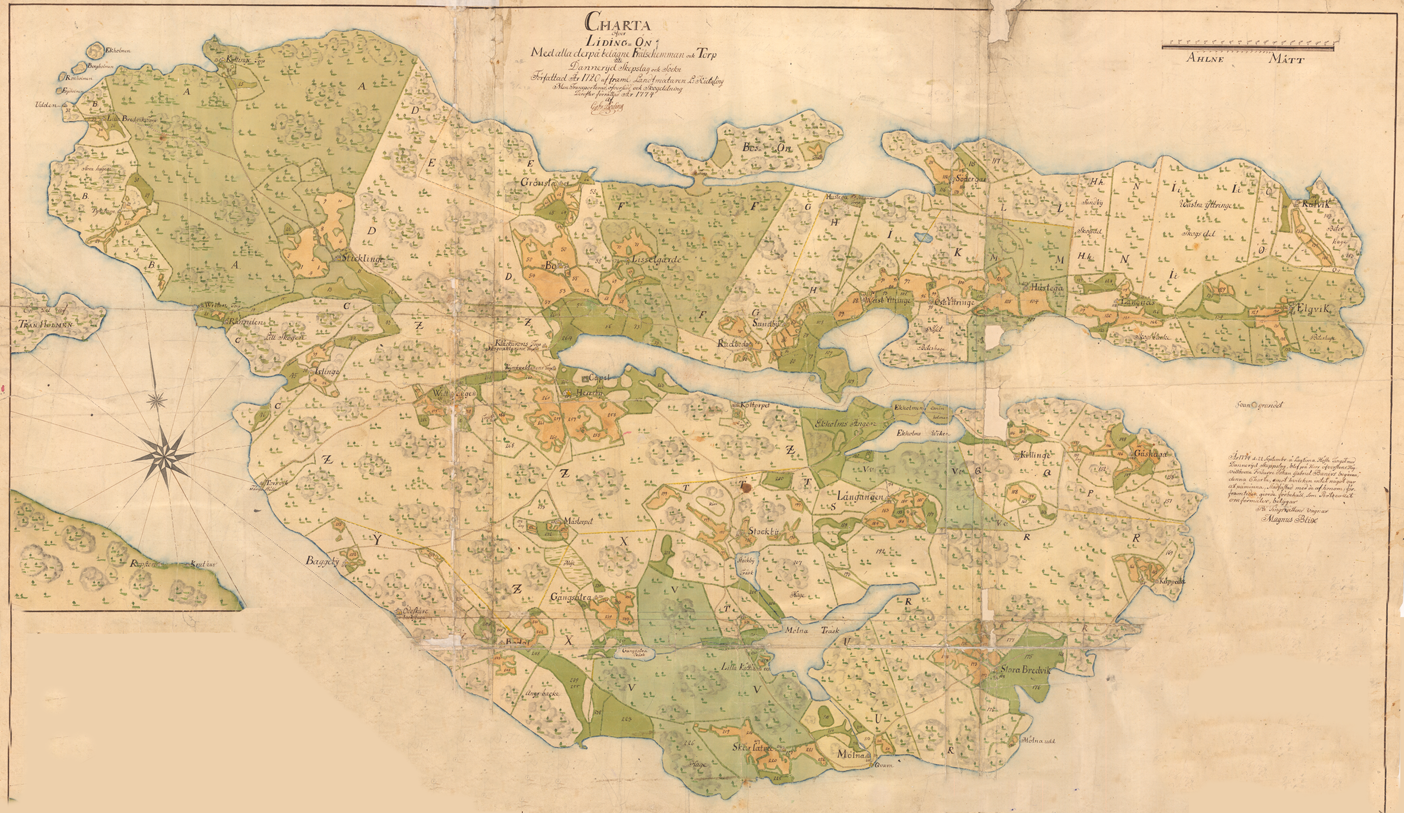
Karta över Lidingö ursprungligen framtagen 1720 av lantmätare Lars Kietzlingh, använd som underlag vid en uppdatering 1774 av lantmätare Gabriel Boding. De ljusbruna fälten på kartan anger uppodlad mark.

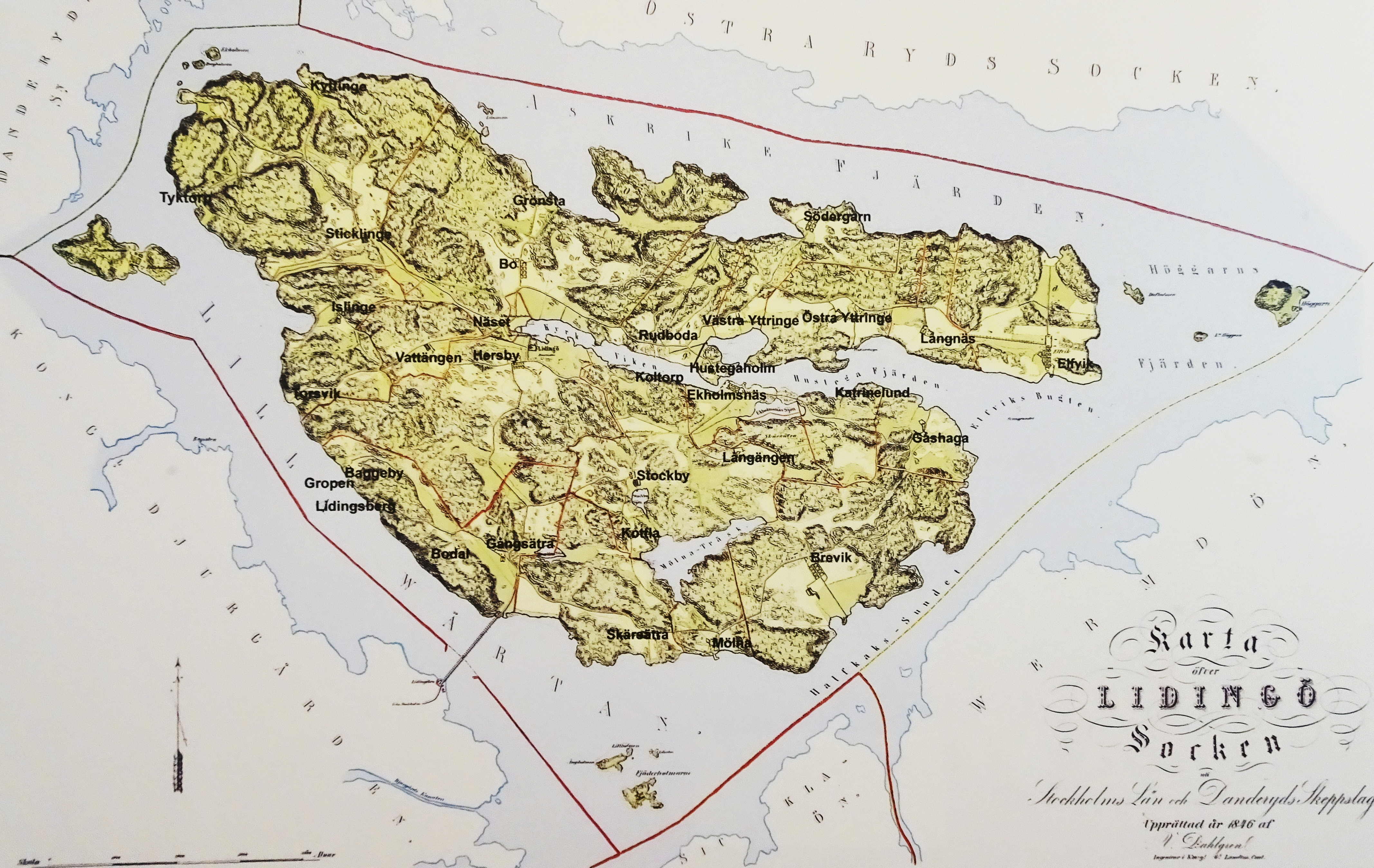
Karta över Lidingö socken 1816.

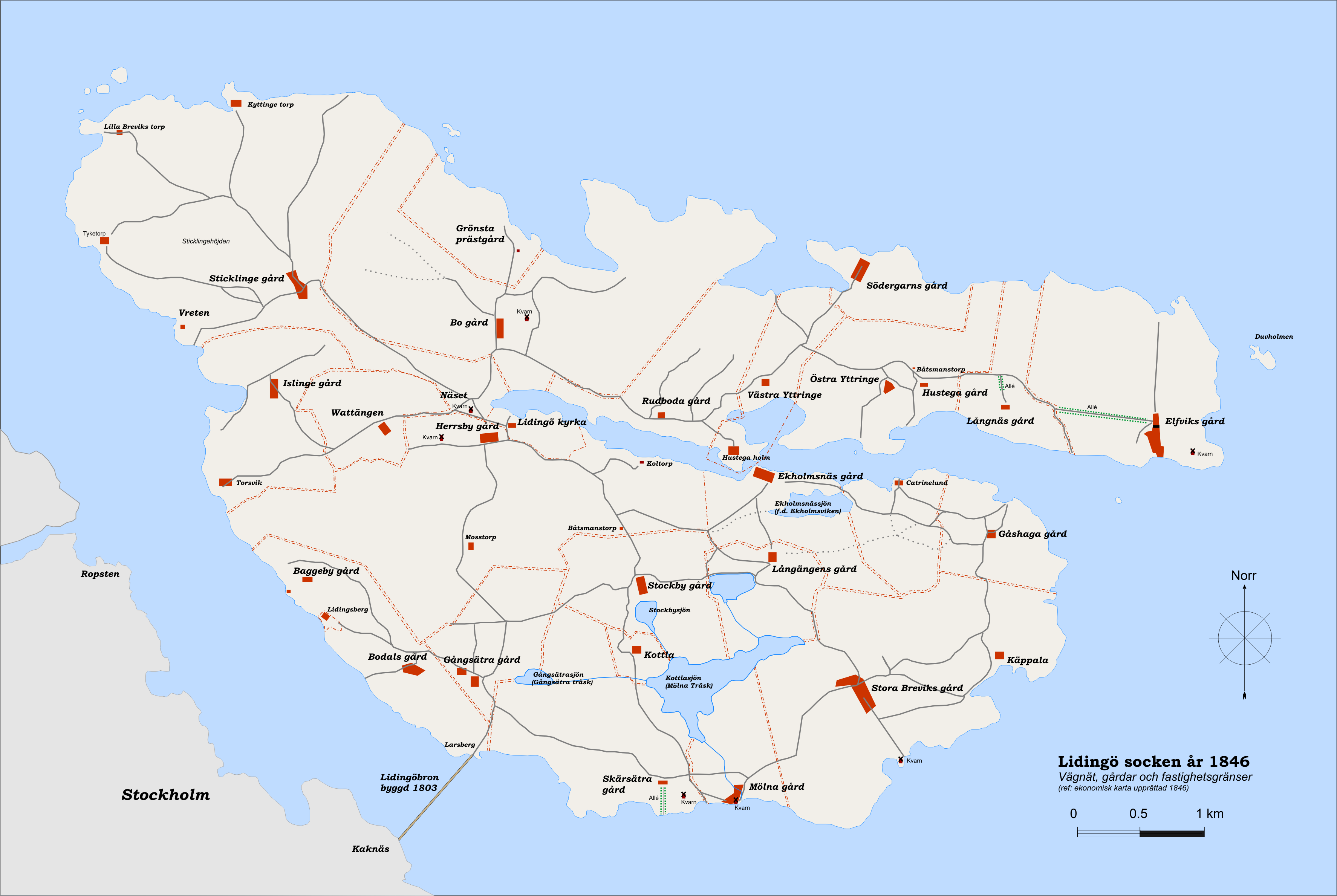
Karta över Lidingö 1846 utvisande vägnätet, större lantbruksgårdar och fastighetsgränser. Första Lidingöbron byggd 1802-1803 från Larsberg över till Kaknäs fanns kvar vid denna tid.

Den första mer kompletta beskrivningen av Lidingö upprättades av Lars Salvius 1741 och ingår i hans skrift om Sverige och Uppland.

### Lidingö blir fideikommiss
1731 inträffande en betydelsefull händelse som kom att fördröja en utveckling av Lidingön då generallöjtnanten Johan Claesson Banér (1659-1736) gjorde Djursholms gods och Lidingö till fideikommiss vilket gjorde det omöjligt att avyttra egendomar på Lidingö. Johan Claesson Banérs sonson kammarherre Johan Gabriel Banér d.y. (1733-1811) hade gjort militär karriär i Frankrike och återvände hem till Sverige som överste men kraftigt skuldsatt. För att förbättra sin ekonomiska situation ansökte han hos kung Gustav III att få överföra fideikommisset vad gällde delen Lidingö till Björkviks säteri i Östergötland i avsikt att börja sälja ut Lidingölandet. Han motiverade sin ansökan med att Lidingö "mest bestod av magra skärgårdshemman" och därför inte gav något större ekonomiskt utbyte. Det var Johan Gabriel Banérs större fordringsägare, grosshandlaren Johan Martin Schön (1719-1781) och assessorn Gustav Prinzell (1736-1798) som kom på idén att få fideikommisset flyttat då Lidingö kunde vara attraktivt för högre ståndspersoner från Stockholm som önskade förvärva större lantegendomar i närheten av storstaden för avkoppling och nöje i en lantlig miljö. På det sättet skulle de snabbt få tillbaka sina fordringar på Banér.

### Utförsäljningen av Lidingölandet 1774
Banérs önskan om att få fideikommisset Lidingö flyttat till Östergötland bifölls av Gustav III den 26 augusti 1773. Från den 29 augusti 1774 förrättades laga skogsdelning mellan Lidingös gårdar som enbart omfattade så kallade frälsehemman. I ett tillägg till förrättningsprotokollet anger lantmätare Gabriel Boding; "Ekholmsängen, Ekholmen, Caninholmen, ock de vid stora segel-leden belägne Fiäderholmarne, samt Höggarn, äro särskildte Frälselägenheter, som jemnväl höra till Lidingön, men äro icke i denna delning innebegrepne". Torpen med tillhörande uppodlad mark införlivades med respektive frälsehemman som torparen arbetade för. Skogsdelningen var en tilldelning av skog efter det mantal som var ansatt på gården. Tidigare betraktades skog som inte var inhägnad i anslutning till gården som allmän mark där man av hävd tog skog vid behov. Genom skogsdelningen kom också gårdarnas slutliga fastighetsgränser att fastställas. Lantmätaren Gabriel Boding angav i huvudtexten om skogsdelningen:
"Vad grunden till denna skogsdelning angår, så emedan intet öre finnes på dessa Fräslehemman; blev beslutit at dem skole tilldelas skog och mark efter de mantal på dem voro satte, förr än mestadelen av dem blefva förmedlade vid 1720 års skattläggning; ock bestå de således alle tillsammans af 12 5/8 oförmedlade Mantal, emellan hvilka all Skogsmarken som så väll inom som utom hägnaderne innehåller 4862 tunnland, 26 kappeland deltes efter dess läge ock beskaffenhet såsom här nedanföres finnes anfördt".
Den totala areal som skulle fördelas motsvarar 2400 ha att jämföras med Lidingös total areal enligt nuvarande uppgifter, 3050 ha, d.v.s. nära 80 % av den totala arealen. Följande 25 frälsehemman berördes av skogsdelningen som innefattade all skogsmark på Lidingö, (stavning exakt enligt textdelen till kartan 1774):
- Sticklinge; Tÿketorp; Islinge; Bo; Grönsta; Lisselgärde; Grönsta (Capellans bostället); Rudboda; Sundbÿ; Wästra Yttringe; Östra Yttringe; Södergarn; Hustega; Långnäs; Elgvik[21]; Räfvik; Gåshaga; Stora Brevik ock Käppala; Långängen; Stockbÿ; Mölna; SKärSätra; Gångsätra; Bodal ock Baggebÿ; Hersbÿ ock Wattängen.

De fyra största gårdarna efter skogsdelningen i total areal räknat kom att utgöras av; Hersby gård med Wattängen, Sticklinge, Stora Brevik med Käppala och som fjärde största gård Bo gård. Fastighetsgränserna kom under det kommande århundradet att ändras en hel del genom att vissa gårdar uppgick i andra respektive delades upp, men huvuddragen i fastighetsområdena kom att bestå ända fram till att Lidingö villastad grundades 1906 och består än idag i form av stadsdelsområden och bostadsområden.
25 november 1774 gav Gustav III sitt slutliga tillstånd för Banér att överflytta fideikommissdelen Lidingö till Björkviks säteri. Vägen låg därmed öppen för att börja sälja ut egendomarna på Lidingö. Johan Martin Schön tog själv hand om Skärsätra, en egendom som han behöll fram till sin död. Revisor Johan Falkson kom att överta Hersby gård som han tidigare hade arrenderat av Banérs. Banérs grepp om Lidingölandet var därmed bruten efter nära 300 år.
Lidingös lantbruksgårdar kom genom de nya ägarna att utvecklas starkt med en betydande ökning i åkerareal jämfört med situationen före skogdelningen trots att de flesta av de nya fastighetsägarna hade en helt annan bakgrund än som godsägare och lantbrukare. De stora gårdarna kom att utgöra deras fasta boställen och en ny tid av högproducerande stora lantbruk kom att utvecklas med en stark ökning av antalet arbetstillfällen inom lantbruket. Många nya större herresäten uppfördes som Östra Yttringe gård (1801), Elfviks gård (1775), Bo gård (1777), nya Hersby gård (Hersbyholm) 1854, Gångsätra gård 1808 respektive nya Gångsätra gård 1907, m.fl. större herresäten. Genom att de tidiga herrgårdshusen oftast var byggda i trä har merparten av dessa försvunnit, men många av de som uppfördes i sten har efter omfattande renoveringar under olika tidsperioder, kunnat bevaras. En del har dock rivits genom att de varit dåligt underhållna och även saknat större kulturhistoriska värden. Lidingö kom att präglas av lantbruket ända fram mot 1930-talet. Det sista privatägda lantbruket som lades ner var Elfviks gård som 1946 såldes till Lidingö stad, som drev lantbruket vidare i begränsad omfattning för i första hand produktion av foder för gårdens nötboskap och får som behållits för att hålla landskapet på Elfvik öppet.

### Brytningstid från renodlat bondesamhälle till tidigt industrisamhälle
I slutet på 1700-talet när Lidingölandet hade börjat säljas ut och in på 1800-talet börjar en rad tidiga industrier att etablera sig på ön, bland annat en stor klädesfabrik i anslutning till Elfviks gård (1798), en färgstoftfabrik i Mölna (1814), en vaxljusfabrik på Hustegaholm (1832), en ångmaskinsdriven såg i Käppala samt ett antal tegelbruk.
Åren 1802-1803 byggdes den första bron mellan Lidingö och Stockholm, en flottbro i trä som förlades mellan Larsberg och Kaknäs på Djurgården. Bron medförde en radikal förbättring av utbytet av varor, tjänster och arbetskraft mellan Stockholm och Lidingö. Lidingö kom genom bron att bli en stor mjölkleverantör till Stockholms östra delar. Tidigare hade färjor mellan Torsvik och Ropsten respektive mellan Rödstuguviken i Sticklinge och Ekudden vid Djursholm svarat för större delen av transportbehovet mellan Lidingö och fastlandet. Färjeleden mellan Sticklinge och Djursholm bekostades av Banérs på Djursholms slott fram till 1774–1775 då Banér släppte sina ägarintressen på ön och den reguljära färjeförbindelsen upphörde men användes sporadiskt några år till. 1795 beslutade Lidingöborna att försöka bygga en bro som ersättning för den indragna färjeleden till Djursholm men den planen kom aldrig att realiseras. Det blev istället bron mellan Larsberg och Kaknäs. Larsberg blev därmed en central plats för alla transporter mellan Lidingö och Stockholm under mer än 80 år, ända fram till att den nya flottbron byggdes mellan Torsvik och Ropsten som stod klar 1884. På en ekonomisk karta över Lidingö från 1846 framgår att den överlägset största gården i areal räknat var Sticklinge gård som dock till största delen utgjordes av skog och därefter Hersby gård, Bo gård och Breviks gård. Brevik kallades vid denna tid fortfarande Stora Brevik.
Vägnätet 1846 framgår av den ekonomiska kartan och överensstämmer i stort med det vägnät som hade sitt ursprung från 1500-1600 talen där de naturliga förhållandena bestämde var vägar drogs fram, runt om höga berg och vid sidan av den uppodlade åkerarealen när fortskaffningsmedlen var till fots eller med häst och vagn. En huvudväg gick från Mölna norr ut väster om Kottlasjön och Stockbysjön förbi Stockby gård och upp till Lidingö kyrka. Spår av denna ursprungliga väg finns fortfarande kvar i det obebyggda skogsområdet strax väster om Stockbysjön. Grunden och terrassen till Stockby gårds mangårdsbyggnad där vägen till kyrkan gick förbi finns också kvar. Vägen ut till Elfvik norr om Kyrkviken gick förbi ett antal gårdar, bland annat Västra och Östra Yttringe, en vägsträckning som idag inom naturreservatsområdet är identisk med hur vägen var dragen på mitten av 1300-talet när Elfviks gård hade etablerats. Sju väderkvarnar finns markerade på kartan; vid Näset, Hersby, Rudboda, Bo gård, Skärsätra, Mölna och en kvarn längst ut på Älviks udde. Antalet invånare uppgick år 1850 till cirka 500 personer.
År 1804 installerades den första ångmaskinen som stationär drivmotor inom den begynnande "industriella" verksamheten på Lidingö i Lars Fresks textilfabrik på Elfviks gård, där man tidigare hade använt sig av så kallad hästvandring för driften i fabriken. Fresk var bland de första i Sverige som använde ångmaskiner som drivmotor inom tillverkningsindustrin även om ångmaskiner hade börjat användas i Sverige redan på 1720-talet inom gruvnäringen.. Färgstoftkvarnen i Mölna försågs med ångmaskinsdrift 1817.
År 1884 revs den första Lidingöbron mellan Larsberg och Kaknäs i samband med att Värtahamnen byggdes för att ge fri passage för större fartyg och en ny flottbro, även denna i trä, förlades mellan Torsvik och Ropsten. Brons placering bidrog starkt till att Lidingös första villabebyggelse kom att bli koncentrerad till områdena Herserud, Hersby och Islinge.
Under slutet av 1800-talet anlades ett antal industrier för den nya tidens behov i den pågående industriella revolutionen som hade sin grund i den snabba utvecklingen av ångmaskinen som drivkälla. 1890 anlade Carl Gustaf Dahlerus (1857-1910) ett kolförädlingsverk vid Islinge som fick en god avsättning av kol för drivning av ångmaskiner för industri och fartygsdrifter och även kol för framställning av tackjärn. Fabriken hade in på 1900-talet c:a 80 anställda. Fabriken lades ner 1907 när den nya kolimporthamnen kom till på Stockholmssidan i den norra delen av Värtahamnen. 1896 uppgavs att Lidingö hade totalt 1 161 invånare.

## 1900-talet

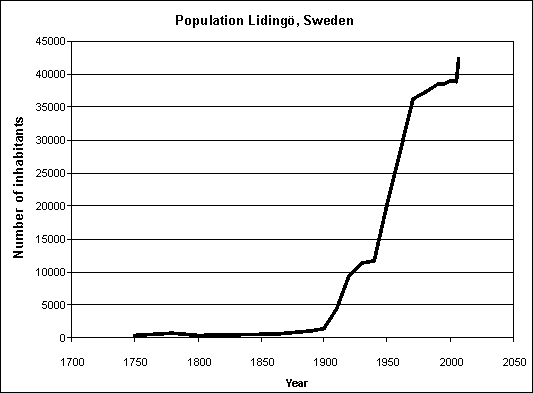
Befolkningsutveckling på Lidingö 1750-2007.

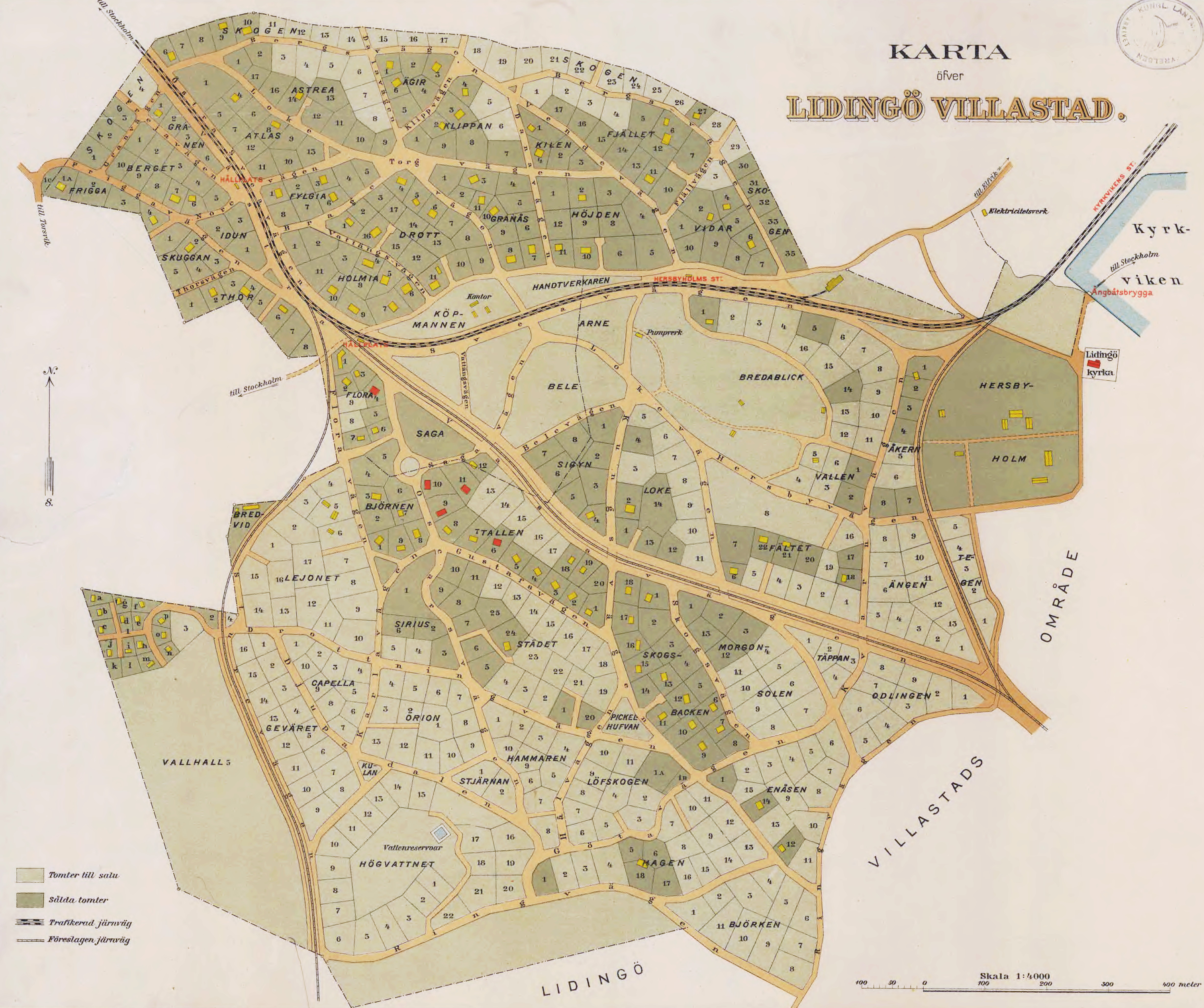
Per Olof Hallmans stadsplan för Lidingö villastad, 1911.

Vid sekelskiftet 1900 och fram mot 1910 genomgick Lidingö flera genomgripande förändringar i snabb takt där jordbruksmark började tas i anspråk för villastäder och industrier. Omvandlingen från jordbruksbygd till ett modernare samhälle inleddes i och med grundandet 1906 av Lidingö villastad som kom att förfoga över ett markområde på 1 500 ha, vilket motsvarade nästan en fjärdedel av Lidingöns totala yta. Bolaget grundades av Hjalmar Arwin (1871-1927) som under några år innan hade köpt upp marken och sålde den därefter till det nybildade bolaget där han själv tillträdde som VD. Idéerna till Lidingö villastad hade han hämtat från Djursholms villastad, grundat av Henrik Palme, där Arwin hade byggt och sålt ett stort antal villor men även större anläggningar, bland annat Djursholms idrottspark. Stadsplaneraren Per Hallman (1869-1941) anlitades för den övergripande planeringen av de olika villaområdena och inbegrep projektering av kommunalt ordnat vatten, avlopp, elektricitet och nya vägar; en helt ny komplett stadsplan från grunden. 
Befolkningen ökade från c:a 1300 personer år 1900 till c:a 11000 år 1930. En ökning som till att börja med hade sin grund i de många villatomter som 1906-1907 bebyggdes i Herserud, Islinge, Hersby, Brevik och Skärsätra, men några år senare, i främst AGAs etablering på södra ön som omkring 1910-11 började uppföra sin stora fabriksanläggning i Skärsätra vid Lilla Värtan. Fabriken kom under många år framöver att utgöra Lidingös största industri med som mest c:a 900 anställda. AGA fick ett avgörande inflytande på främst södra Lidingöns snabba utveckling med nya vägar, flerbostadshus som exempelvis Bergsätra, järnvägsspår för godståg och spårvagnar, affärer och skolor.
I samband med grundandet av Lidingö Villastad AB grundande Hjalmar Arwin också Lidingö Trafik AB med avsikt att bygga spårvägslinjer till de nya villaområdena och redan 1907 byggdes den första spårvägslinjen för att främst betjäna villabebyggelsen på västra och norra Lidingö mellan Islinge och Hersbyholm, senare till Kyrkviken med en spårvagnsfärja från Islinge över till Ropsten på Stockholmssidan. En avgörande faktor till den tidiga spårvägslinjens tillkomst var att bilen vid den här tiden var ett sällsynt fortskaffningsmedel i Sverige, varför man var tvungen att bygga spårvägslinjer för att överhuvudtaget kunna realisera idén med ett utspritt villasamhälle ute på Lidingö med för den tiden mycket långa resvägen in till Stockholm där många hade sin arbetsplats. Det södra järnvägsspåret mellan Herserud och Gåshaga tillkom på bland annat AGA:s initiativ och byggdes under åren 1913-1919. Ett antal mindre industrier anlades också, bland annat bröderna Ljungströms lokomotivfabrik i Gåshaga, Svenska Aero i Skärsätra som tillverkade flygplan och ett antal båtvarv.
Omkring 1908 när Lidingö Villastad började ta form i Herserud och Hersby hade Albert Janse (1854-1937) ägare till Elfviks gård från 1889, långt framskridna planer på att stycka upp Elfvikslandet och anlägga en villastad p.g.a dålig lönsamhet i jordbruket. Förutsättningen för detta var att en spårvagnslinje drogs ut till Elfvik genom en fortsättning av järnvägslinjen från Kyrkvikens ändstation. Detta ansågs bli för dyrt och planerna på en villastad på Elfvik kom därför aldrig att realiseras.
1910 blir ombildas Lidingö landskommun till Lidingö köping som 1926 ombildas till Lidingö stad.
1925 stod den första "moderna" bron klar över till Stockholm, numera kallad "gamla" Lidingöbron för kombinerad järnväg-, person- och lastbilstrafik. I början av 1950-talet och in på 1960-talet ökade Lidingös innevånarantal dramatiskt genom tillkomsten av flera stora områden med flerbostadshus som områdena Bodal, Baggeby, Skärsätra, Näset, Lojo, Rudboda, Käppala, Fregattvägen (tillhörande Bodal), Högsätra och Larsberg, vilket medförde att Lidingö omvandlades från en "villastad" till en stad med ett blandat bostadsbestånd. Mellan åren 1950 och 1970 ökade Lidingös invånarantal från 20 100 till 36 400. Idag (2009) bor mer än 60% av Lidingös invånare i flerbostadshus. Ett par nya stora industrier anlades på 1960-talet i Gåshaga, bland annat Unilevers margarinfabrik AB LIVA Fabriker med som mest c:a 220 anställda och Svenska Shells anläggning Rasta, för tillverkning av smörjmedel, men som båda upphörde med tillverkningen på Lidingö under 1990-talet. 
Under mitten av 1930-talet etablerades ett sommarstugeområde i Norra Sticklinge. Området stadsplanelades 1978 och försågs då med kommunalt vatten och avlopp. Stadsplaneringen medförde att många av de stora sommarstugetomterna styckades och nya villor uppfördes. Antalet fastigheter ökade i princip till det dubbla mot tidigare. Flerbostadshus tillkom under slutet av 1980-talet i skogsområdet på Södra Sticklinge, även kallat Sticklingehöjden.
Mot slutet av 1990-talet var samtliga större personalkrävande tillverkningsindustrier på Lidingö avvecklade samtidigt som antalet tjänsteföretag ökade starkt. Det kraftigt ökande invånarantalet som inleddes i början av 1950-talet, medförde att Lidingös förbindelser med fastlandet på nytt kom upp på Lidingö stads agenda i början av 1960-talet. Gamla Lidingöbron blev en flaskhals och 1963 togs beslutet att anlägga en ny bro vid sidan av den gamla Lidingöbron. Nya Lidingöbron stod färdig 1971. I samband med projekteringen av nya Lidingöbron togs ett principbeslut att bygga en speciell järnvägsbro vid sidan av vägbron för Stockholms tunnelbana som skulle dras ut till Lidingö och fortsätta vidare över till Bogesundslandet som var tänkt att bebyggas med flerbostadshus, men detta projekt lades senare på is.
Lidingö saknade länge ett köp- och samhällscentrum, även om området kring Vasaplatsen utgjorde en typ av centrum, men många butiker och centrala samhällsfunktioner var utspridda över ett stort område kring Vasaplatsen och utefter Stockholmsvägen i Torsvik. Många menade att det inte fanns något behov av något stort centrum. Efter långdragna diskussioner togs till slut ändock ett beslut i Lidingö kommunalfullmäktige 27 september 1993 att ett centrum skulle byggas. Man påbörjade bygget 1994 och sista etappen stod färdig i slutet av 1995.

## 2000-talet fram till 2009

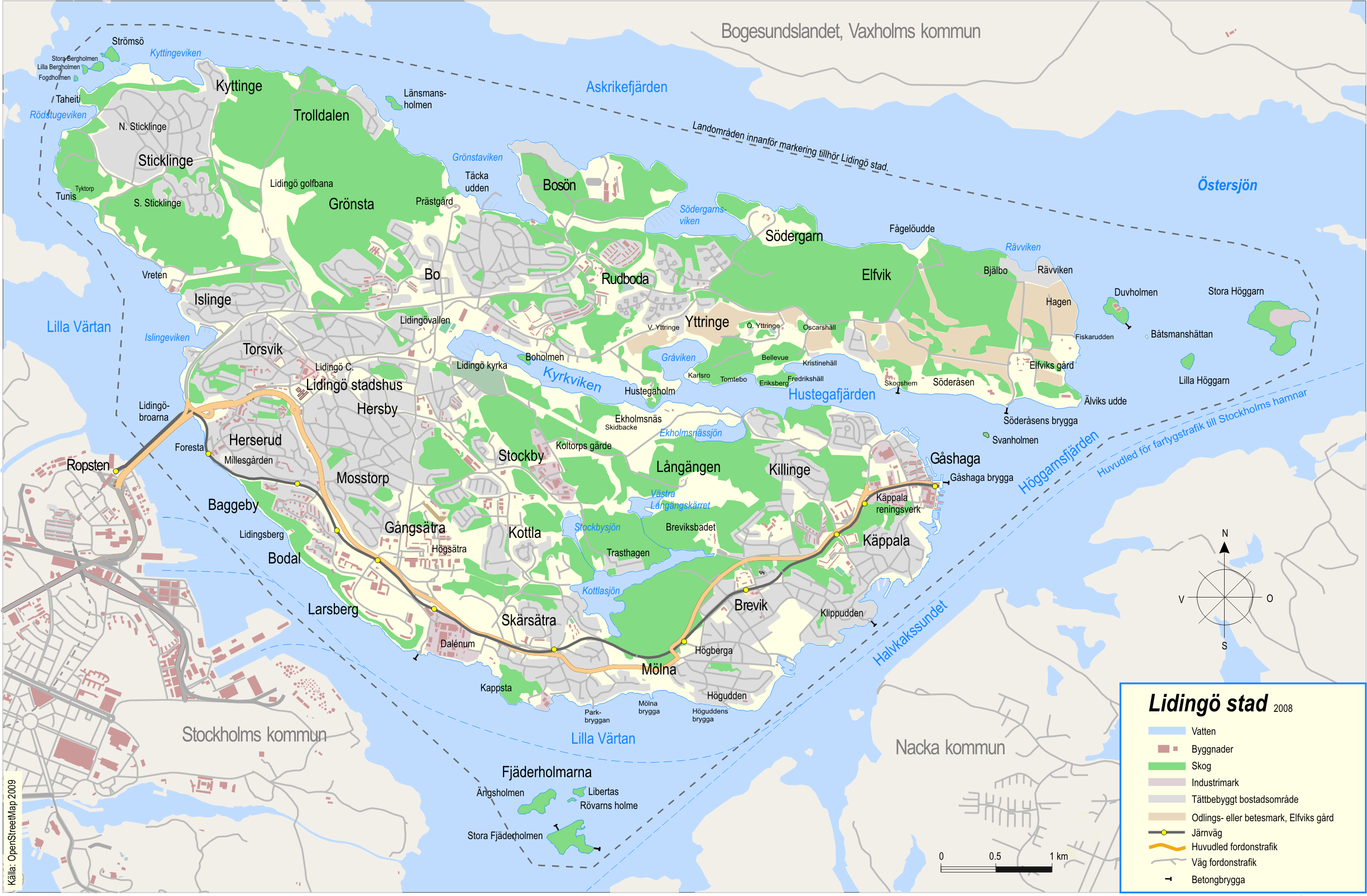
Karta över Lidingö 2008. Gröna fält markerar skog.

Under 2000-talet skedde inga dramatiska förändringar på Lidingö. Lidingöbornas intresse för att bevara Lidingös stora grönområden ökade dock markant, där det utvidgade Långängen-Elfviks naturreservat, som invigdes i maj 2008 utgör en viktig del för att framtidssäkra ett sammanhängande tätortsnära område av stor betydelse för friluftsliv och rekreation som även kan medge ett rikt djurliv. Befintlig bebyggelse inom naturreservatet som har stora kulturhistoriska värden ska bevaras och underhållas som exempelvis gårdsbebyggelsen vid Långängens gård, Västra och Östra Yttringe gårdar, Hustegaholm, Långnäs gård och Elfviks gård m.fl. gårdar även inbegripet vissa områden med strandnära sommarhusbebyggelse som kom till på slutet 1800-talet som exempelvis sommarhusen på de separata fastigheterna öster om Gråviken närmast Kyrkviken. All nybyggnation inom naturreservatet på tidigare orörd mark är generellt sett inte tillåten. Naturreservatet ska hållas lätt tillgängligt genom anlagda promenadslingor, cykelvägar, skidspår och iordningställda rastplatser. Lidingö stad har också haft ambitionen sen lång tid tillbaka att kunna erbjuda strandnära promenadstigar runt hela Lidingö.
År 2005 antog kommunfullmäktige Lidingös hälsoprofil under parollen "din hälsa på Lidingö" där man betonar att kommunen aktivt ska arbeta för invånarnas fysiska, psykiska och sociala hälsa för att stävja negativa trender i samhället. Stora skyddade grönområden i anslutning till befintliga större bostadsområden anses som en viktig del i detta. Trenden med tillkommande flerbostadshus inom redan befintliga bostadsområden och även helt nya bostadsområden på gammal industrimark fortsatte i jämn takt där bostadsområdet inom den nordöstra delen av kommundelen Gåshaga, norr om Lidingöbanans järnvägsspår som byggdes mellan åren 2000 och 2007, utgör ett helt nytt bostadsområde och beslutad (2008) bostadsbyggnation inom området Dalénum (AGA:s tidigare industritomt).

## Framtida utveckling
Nästa stora bostadsområde som planeras är på AGA:s gamla industrimark på södra Lidingö där man avser blanda bostäder och arbetsplatser för tjänsteföretag och mindre tillverkande företag förutom de som redan är etablerade inom området Dalénum. Lidingös invånarantal har fortsatt att öka under 2000-talet, främst beroende på tillkomsten av många nya flerbostadshus, vilket lett till att Lidingös förbindelser med fastlandet på nytt har kommit upp på Lidingö stads agenda, liksom en utbyggnad av genomfartsleden förbi Skärsätra-Mölna-Högberga ut till Gåshaga. En ny översiktsplan för Lidingö som ersätter nu gällande från 2002 skall vara klar till slutet av 2011.

## Lidingö - "den gröna ön"
Lidingös särart med en blandning av stora orörda markområden och förtätade bostadsområden kommenterades redan 1926 efter att Lidingö hade blivit stad av dåvarande socialministern Gustav Möller som i positiv bemärkelse hävdade att Lidingö minsann inte såg ut som en stad i traditionell mening och uttryckte det som; "Lyckligt skulle det land vara som vore fyllt av sådana städer som Lidingön! Människorna skulle då leva ett sundare och lyckligare liv". Han såg dock med en viss oro på utvecklingen med tanke på närheten till Stockholm och gav ett råd till framtida stadsplanerare: "Frågan är om icke Lidingö för att rädda sin särart och de egenskaper som gör den till en kär tillflyktsort för många, behöver iaktta en viss restriktivitet i sin egen tillväxt".
Lidingö blev central plats för rening av avloppsvatten i och med anläggningen av Käppalaverket på 1960-talet, som successivt byggts till att 2010 ta emot avloppsvatten från 12 kommuner i norra och östra Storstockholm med kapacitet att producera rötslam och biogas. Den senare produkten, för i första hand bussarna inom Lidingös kollektivtrafik.

## Fotnoter
1. ↑  Sticklinge kommer av ordet Stikill som betyder smal, spetsig.
2. ↑  Datering enligt det typologiseringssystem som tagits fram vid Uppsala universitet, ref: Anne-Sofie Gräslund, Uppsala universitet.
3. ↑  Runsristare Karl Dahlberg, Adelsö även kallad "Kalle Runristare".
4. ↑  Många runristningar i Uppland på vitt skilda platser har kunnat spåras till samma person som signerat sina ristningar, varför man kan dra slutsatsen att runristning var ett yrke och gjordes på beställning.
5. ↑  Landhöjning på c:a 0.4-0.5 cm/år.
6. ↑  Riksantkvarieämbetets sökningstjänst Fornsök, Stockholms län Arkiverad 1 juli 2016 hämtat från the Wayback Machine..
7. ↑  Forntida boplatser enligt namnforskaren  Carl Ivar Ståhle.
8. ↑  Birger Ulfsson var son till den heliga Birgitta.
9. ↑  Litselgärdet, ursprungligen en egen gård med ett uppodlat flackt markområde strax öster om nuvarande Askrikevägen, i närheten av det område som man funnit gravhögar från järnåldern och som senare införlivades med Bo gård, har genom århundraden haft många olika stavningar; Lithlagiaerde (1370), Lizlegärdet (1661), Lillegärdet eller Lillgärdet (1720) och Lisselgärde (1774). Hur namnet borde stavas i modern tappning är oklart.
10. ↑  Vad namnet Withesvik avsåg för gård är oklart och finns inte angivet på några kartor av senare årtal.
11. ↑  Nils Eskilsson halshöggs på order av Kristian II.
12. ↑  Pedher Mehnlöös var "lantmäteriets" första chef. Lantmäteriverket var dock ännu inte grundat 1661.
13. ↑  Litzlegerdet, stavning enl. karta från 1661.
14. ↑  Namnet Mölna kommer av ordet 'mölla' som betyder kvarn. Den stensatta vattenrännan för kvarnhjulen finns delvis bevarad liksom dammen ovanför rännan och fungerar fortfarande som utlopp för Kottlasjön till Lilla Värtan. En del av en kvarnsten har återfunnits och finns uppsatt på ett minnesmonument på platsen.
15. ↑  Det mer än 2 mil långa stängslet runt Kungliga Djurgården för att hålla hjortar och andra djur inom hägn anlades med början 1680 under Karl XI:s tid då även Karl XI:s fiskestuga vid det inre av Husarviken byggdes, som gett upphov till namnet Fiskartorpet.
16. ↑  Lars Kietzling finns omnämnd i Stockholm som lantmätare från tidigast 1702.
17. ↑  Beskrifning övfer Sveriget, Upland, 1741.
18. ↑  Efter Johan Gabriel Banér (1662-1706) som dog ogift, överfördes Djursholm och Lidingö till hans syssling Johan Claesson Banér (1659-1736).
19. ↑  Johan Martin Schön var förmodligen far till Peter Hinrik Schön som senare tog över Ekholmsnäs gård.
20. ↑  Gustav Prinzell blev senare adlad till von Stockenström.
21. ↑  Elfvik stavades av lantmätaren 1774 som Elgvik.
22. ↑  Mårten Triewald anses vara den som introducerade ångmaskinstekniken i Sverige, som efter sin hemkomst 1726 från en studieresa till England, konstruerade och byggde en egen ångmaskin för användning som motor för att driva vattenpumpar i Dannemora gruvor.
23. ↑  Ford Motor Company grundades 1903. Fords storsäljare modell T, introducerades 1908 och Volvo AB kom ut med sin första bilmodell Volvo ÖV4 först 1927. 1912 var den totala bilimporten till Sverige 539 bilar.
24. ↑  ”Beskrivning och föreskrifter för Lidingö stads naturreservat, PDF-fil, 7 Mbyte.”. Arkiverad från originalet den 19 augusti 2010. https://web.archive.org/web/20100819091642/http://www.lidingo.se/download/18.1b860fc9121793434cc80001776/folder_8sid_TRYCK.pdf. Läst 11 november 2009.
25. ↑  Översiktsplan Lidingö 2011 - samrådsversion, november 2009, 10 Mbyte.